# In convertendo Dominus
In convertendo Dominus („Als der Herr [das Los der Gefangenschaft Zions] wendete“; op. 32) ist eine Psalmvertonung aus dem Jahr 1926 von Jules Van Nuffel für gemischten Chor und Orgel.

## Geschichte
Van Nuffel vertonte viele lateinische Texte, darunter zehn Psalmen, für die Liturgie und auch das Konzert an der Sint-Rombouts-Kathedraal in Mechelen, wo er Kantor war und mit dem Organisten Flor Peeters zusammenarbeitete. Die Zählung der lateinischen Psalmen weicht von derjenigen der Einheitsübersetzung ab, der lateinische Psalm 125 In convertendo Dominus entspricht Psalm 126. Van Nuffel vertonte ihn 1926 für einen gemischten Chor von vier bis acht Stimmen und Orgel.
Sein Werk wurde 1950 im Schwann Verlag veröffentlicht, der auch weitere sieben Psalmkompositionen Van Nuffels herausbrachte.

## Text und Musik
Die einsätzige Komposition von ungefähr 9 Minuten in cis-Moll ist dem Sinn entsprechend in Abschnitte von verschiedenem Charakter aufgeteilt. Die erste Zeile des Psalms erscheint am Schluss noch einmal vergrößert.
A In convertendo Dominus (Als der Herr wendete – das Los der Gefangenschaft Zions, Vers 1), Adagio
B facti sumus sicut laetantes (Da waren wir fröhlich, Vers 3b), Più vivo
C Qui seminant in lacrymas (Die mit Tränen säen – werden mit Jubel ernten, Vers 5), Calmato
D Venientes (Sie kommen – wieder mit Jubel, Vers 6b), Festivo
A' In convertendo Dominus (Wiederholung von Vers 1), Maestoso
Die Verse 5 und 6 wurden auch von Johannes Brahms in Ein deutsches Requiem vertont: „Die mit Tränen säen, werden mit Freuden ernten“.
In Van Nuffels Vertonung spielt die Orgel eine entscheidende unabhängige Rolle. Sie stellt das erste Thema vor, das vom Tenor auf die Worte In convertendo Dominus übernommen und von drei Frauenstimmen wiederholt wird. Es erscheint leicht verändert in Teil B auf Converte, Domine, und zu Beginn der Reprise A' wie am Anfang, jedoch im Unisono aller Stimmen, fff bezeichnet. Ein Solo-Abschnitt der Orgel leitet von einem Höhepunkt am Ende von Teil B zum ruhigen Beginn von C über. Das Tragen der Garben (D) wird durch einen Doppelchor charakterisiert; die vierfach geteilten Frauenstimmen einerseits, der Alt und vier Männerstimmen andererseits singen abwechselnd dasselbe Muster in steigender Tonhöhe. der Abschnitt endet achtstimmig.

## Einspielungen
- New Philharmonia Chorus: Choral works, New Philharmonia Chorus, Dirigent Wilhelm Pitz, HMV 1967
- Jules Van Nuffel Psalms — Tedeum, Choir of the Cathedral St. Rombouts, Organist Peter Pieters, Dirigent Johan Van Bouwelen, RG 1991